# رولدانو لوپی
رولدانو لوپی (انگلیسی: Roldano Lupi؛ ۸ فوریهٔ ۱۹۰۹ – ۱۳ اوت ۱۹۸۹) هنرپیشه اهل ایتالیا بود. از فیلم‌های او می‌توان به کنت دو مونت-کریستو و مغول‌ها اشاره نمود.